# Baluard de Sant Pere
El Baluard o Bastió de Sant Pere (antigament conegut també amb els noms de bastió de Santa Catalina i bastió de la Creu) és un bastió que fa part de l'antiga murada renaixentista de Palma.
Va ser erigit entre 1575 i 1578, conegut llavors com a Bastió de Santa Caterina. Les murades medievals de Palma eren insuficients davant les armes de pólvora evolucionades, i van haver de reforçar-se amb bastions per combatre l'artilleria enemiga, permetre el moviment de l'artilleria pròpia i poder veure el camp enemic. El reforçament es materialitzà amb la realització d'unes noves murades, ideades per l'enginyer italià Giacomo Palearo Fratín el 1574, que concep un recinte murari format per bastions units entre els per llenços de murada. El bastió de Sant Pere destaca per les seves grans dimensions i la seva posició estratègica, fins al punt que s'hi instal·larà una de les escoles d'artilleria més prestigioses d'Europa.

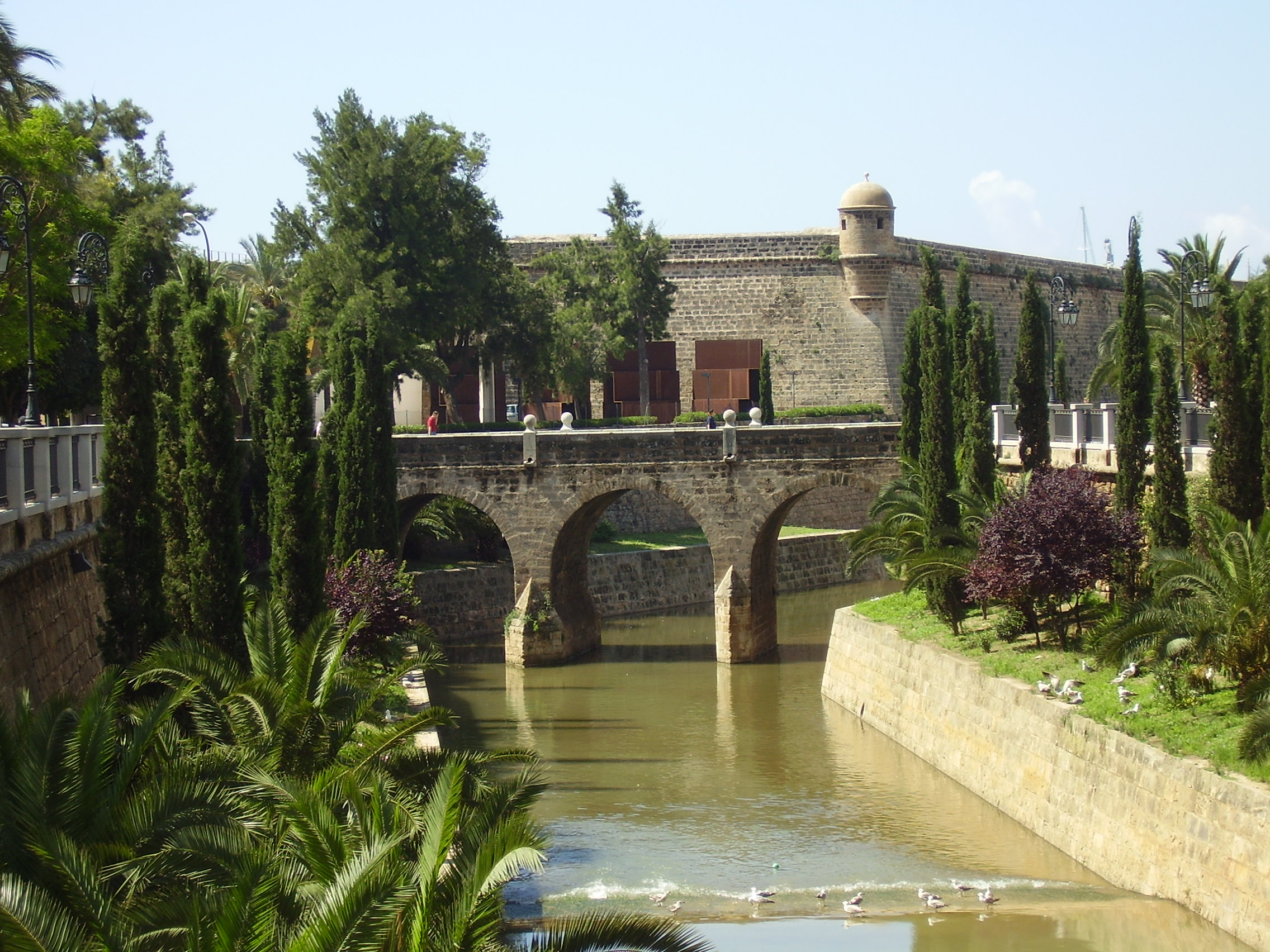
Es Baluard vist des del Pont de la Porta de Santa Catalina

El baluard ha sofert diferents modificacions al llarg dels segles, i així el 1646, sota el mandat de Vicenç Mut (nomenat el 1638 enginyer i sergent major de la fortificació), es modifica l'altura del bastió de Santa Catalina, per igualar-la a la dels bastions d'en Moranta i del Sitjar i poder comunicar-los a través de la murada. Serà durant el segle xviii quan la construcció adoptarà definitivament la forma actual.
El 1952, després de més de tres-cents anys, el bastió deixarà de tenir ús militar. Uns anys més tard passarà a mans privades. Els nous propietaris projectaren de bastir edificis a tota la zona (com s'esdevengué al bastió del Príncep) i, per això, el 1963 atempten contra la murada amb bombes de calç disparades estratègicament i aconsegueixen d'esbucar gran part de la cortina de ponent del bastió. Els ciutadans de Palma no romangueren impassibles davant aquest fet i llur reacció accelerà la declaració del bastió com a conjunt historicoartístic, i l'Estat en projectà la reconstrucció immediata el 1965.
Després d'aquest incident els terrenys són qualificats d'ús públic i expropiats al final de la dècada dels vuitanta. El bastió, sense tenir un ús específic, cau en un estat de complet abandó fins que el 1997 aquests terrenys són cedits per l'Ajuntament de Palma per a la construcció d'Es Baluard Museu d'Art Modern i Contemporani de Palma, inaugurat el 30 de gener de 2004.